# لانتانا غريبة
لانتانا غريبة (الاسم العلمي: Lantana xenica) هي نوع نباتي يتبع جنس اللانتانا من فصيلة اللويزية.